# 斯特灵镇区 (堪萨斯州赖斯县)
斯特灵鎮區（英語：Sterling Township）為美國堪薩斯州賴斯縣轄下的鎮區。2010年美国人口普查中此鎮區人口有221人。

## 地理
斯特灵鎮區涵蓋總面積為114.5平方（44.20平方英里），其中陸地面積為113.3平方（43.73平方英里），水域面積為1.2平方（0.47平方英里）或1.06%。

## 人口統計
根據2010年美國人口普查，斯特灵鎮區人口有221人，其中男性有117人，女性有104人，人口密度為每平方公里1.93人，住房計87戶。鎮區內的白人有208人，非裔美國人有4人，美洲原住民有3人，亞裔美國人有0人，太平洋島裔美國人有0人，其他種族有0人，混血種族則有6人。此外鎮區內有5人為西班牙裔或拉丁裔美國人。此鎮區之年齡中位數為37.8歲，而男性年齡中位數為36.8歲，女性年齡中位數為38.0歲。

## 交通

### 主要公路
- 14號堪薩斯州州道